# 艾伦堂区 (路易斯安那州)
艾倫堂區（英語：Allen Parish）是美國印地安納州西南部的一個堂區。面積1,983平方公里。根據美國2000年人口普查，共有人口25,440人。治所奧柏林 (Oberlin)。
成立於1912年6月12日。堂區名紀念州長、南北戰爭時期將領亨利·沃特金斯·艾倫 (Henry Watkins Allen)。